# Estézargues
Estézargues település Franciaországban, Gard megyében. Lakosainak száma 605 fő (2022. január 1.). Estézargues Valliguières, Domazan, Fournès, Rochefort-du-Gard, Saint-Hilaire-d’Ozilhan és Théziers községekkel határos.

## Népesség
A település népességének változása:
| Lakosok száma | 200  | 228  | 276  | 433  | 487  | 534  | 579  | 601  | 605  | 605  |
|               | 1968 | 1982 | 1990 | 2006 | 2013 | 2015 | 2017 | 2019 | 2020 | 2022 |